# Csobánki Zsuzsa
Csobánki Zsuzsa (Budapest, 1983. március 28. –) úszó, belsőépítész.

## Élete
Sportolói pályafutását négyévesen kezdte az FTC úszó szakosztályán, ami nagyban meghatározta a gyerekkorát. Az úszás kapcsán került ki 18 éves korában az USA-ba Arkansasba, ahol belsőépítészként végzett, majd ezt követően egy évet dolgozott még St. Louisban. Hazatérve, először a Finta Stúdiónál, majd a Mérték Építészeti Stúdiónál folytatta belsőépítészi pályafutását.

## Sportolói pályafutása
Zsuzsa magyar úszónő aki Magyarországot képviselte a nemzetközi versenyeken. Legnagyobb sikereit gyorsúszóként érte el. Részt vett a 2000-es Sydney-i és a 2004-es Athéni Olimpián. A legkiemelkedőbb eredményei közé tartozik az Európa-bajnokságon elért bronzérem.
Eredmények:
| ID | Verseny          | Év   | Úszásnem     | Arany | Ezüst | Bronz |
| 2  | NCAA             | 2005 | 50m gyors    | 🥇    |       |       |
| 3  | Moszkva IFI EB   | 1999 | 100m gyors   |       |       | 🥉    |
| 4  | Perth            | 2008 | 50 gyors     | 🥇    |       |       |
| 5  | Perth            |      | 100 gyors    | 🥇    |       |       |
| 6  | Perth            |      | 200 gyors    | 🥇    |       |       |
| 7  | Perth            |      | 50 pillangó  | 🥇    |       |       |
| 8  | Perth            |      | 100 pillangó | 🥇    |       |       |
| 9  | Magyar OB        | 1999 | 50 gyors     | 🥇    |       |       |
| 10 | Magyar OB        | 2000 | 50 gyors     | 🥇    |       |       |
| 11 | Magyar OB        | 2001 | 50 gyors     | 🥇    |       |       |
| 12 | Magyar OB        | 2002 | 50 gyors     | 🥇    |       |       |
| 13 | Magyar OB        | 2003 | 50 gyors     | 🥇    |       |       |
| 14 | Magyar OB        | 2004 | 50 gyors     | 🥇    |       |       |
| 15 | Magyar OB        | 2005 | 50 gyors     | 🥇    |       |       |
| 16 | Magyar OB        | 2006 | 50 gyors     | 🥇    |       |       |
| 17 | Magyar OB        | 2007 | 50 gyors     | 🥇    |       |       |
| 18 | Magyar OB        | 2008 | 50 gyors     | 🥇    |       |       |
| 19 | Magyar OB        | 2009 | 50 gyors     | 🥇    |       |       |
| 20 | Magyar OB        | 2010 | 50 gyors     | 🥇    |       |       |
| 21 | Magyar OB        | 2011 | 50 gyors     | 🥇    |       |       |
| 22 | Magyar OB        | 2012 | 50 gyors     | 🥇    |       |       |
| 23 | Európa-bajnokság | 2001 | 50 gyors     |       |       | 🥉    |

## Élet az élsport mellett
Az aktív versenysport mellett Csobánki Zsuzsa más területeken is aktív maradt, többek között a jótékonysági sportesemények szervezésében is részt vesz. Emellett a média világában is megjelent, például a TV2 Fem3 Café műsorában, ahol életéről és karrierjéről mesélt (Olympedia) (SwimLife).

## Magánélete[2]
Zsuzsa magánélete is gazdag és tartalmas. Két gyermek édesanyja (Lea, 2011 és Barna, 2012), és jelenleg második házasságában él, ahol valódi harmóniára és beteljesedésre talált. Paulo Coelho gondolatával élve: "Az életben minden embernek van egy másik fele, amelyet meg kell találnia ahhoz, hogy teljes legyen." Zsuzsa második házasságában ezt a teljességet és boldogságot érte el, amely a sportban és a mindennapokban is inspirációként szolgál számára.
Kedvenc időtöltése az utazás és kávézás.